# ۱۲۵۱ (خورشیدی)
۱۲۵۱ هزار و دویست و پنجاه و یکمین سال هجری خورشیدی، سالی کبیسه است.

## زادروزها
- محمدعلی شاه‌آبادی ، فیلسوف ایرانی
- ۱ تیر - محمدعلی‌شاه، ششمین پادشاه قاجار